# Youssef Takla
Youssef Takla (né en 1937; décédé en 2023) était un homme politique libanais.
Fils de Salim Takla et apparenté à Philippe Takla, tous deux anciens ministres libanais, il était inconnu du grand public jusqu'à ce que le président de la république Michel Sleimane le propose au poste de ministre d'État au sein du gouvernement d'union nationale dirigé par Fouad Siniora, formé en juillet 2008 conformément aux accords de Doha.